# فيليبو كاروبيو
فيليبو كاروبيو (بالإيطالية: Filippo Carobbio)‏ (15 أكتوبر 1979 في إيطاليا - ) هو لاعب كرة قدم إيطالي في مركز الوسط. شارك مع منتخب إيطاليا تحت 20 سنة لكرة القدم. أما مع النوادي، فقد لعب مع أتالانتا ونادي أفيلينو ونادي باري ونادي بيستويسي ونادي جنوى ونادي ريجينا ونادي سبيزيا ونادي سيينا ونادي فاريسي وSSD Virtus CiseranoBergamo 1909 ‏ ونادي غروسيتو وUC AlbinoLeffe ‏.

## روابط خارجية
- فيليبو كاروبيو على موقع قاعدة بيانات كرة القدم.إي يو (الإنجليزية)
- فيليبو كاروبيو على موقع Soccerway.com (الإنجليزية)